# Tombe des géants d'Is Concias
Tombeau des géants d'Is Concias (dénomé en italien Sa Domu'e s'Orku ) est un site archéologique situé sur  la commune de Quartucciu, dans la ville métropolitaine de Cagliari. C'est un site nuragique qui fait partie des 31 sites sardes qui sont candidats pour entrer dans la liste du patrimoine mondial de l'UNESCO,.

## Description
Situé sur le versant occidental de la chaîne de montagnes des Sette Fratelli, le site peut être datée de l'âge du bronze moyen-récent. Comme d'autres tombes de géants du sud de la Sardaigne, il a ce que les archéologues appellent la « façade en rangée ». 
L'exèdre est large d'environ 10 mètres, et en son centre a été percé l'entrée de la chambre funéraire, longue d'environ 8 mètres et large d'environ 1,30 m. 
Cette chambre funéraire a hauteur qui diminue à mesure qu'on avance, passant d'un maximum de 2,10 mètres à l'entrée à seulement 1,70 mètres au fond.
A l'extérieur, du côté droit de l'entrée, se trouve un bétyle représentant probablement une divinité.

## Fouilles
Le tombeau a été fouillé dans les années soixante par Enrico Atzeni et restauré en 1987.